# Групни терапеут
Групни терапеут је функција за коју су основни услови образовање, смисао за рад са групом и мотивацијом. Под образовањем подразумева се висока стручна спрема, сопствено искуство у оквиру групе терапеута, суделовање у групи котерапеута и вођење групе под надзором (супервизијом) искусног терапеута. Додатни услови су да је групни терапеут погодна личност за идентификацију да има емпатичку способност као и способност на могуће фрустрације.